# Aleksandr Gavrilov
Aleksandr Evgen'evič Gavrilov (in russo Александр Евгеньевич Гаврилов?; Novosibirsk, 5 dicembre 1943) è un ex pattinatore artistico su ghiaccio sovietico.

## Palmarès

### Coppie con Tat'jana Žuk
| Internazionali            | Internazionali | Internazionali | Internazionali | Internazionali | Internazionali |
| Evento                    | 1960           | 1961           | 1962           | 1963           | 1964           |
| ------------------------- | -------------- | -------------- | -------------- | -------------- | -------------- |
| Giochi olimpici invernali |                |                |                |                | 5°             |
| Campionati mondiali       |                |                |                | 3°             | 6°             |
| Campionati europei        | 10°            |                |                | 3rd            | 3°             |
| Nazionali                 |                |                |                |                |                |
| Campionati sovietici      | 1°             | 3°             | 2°             | 2°             |                |

### Con Tamara Moskvina
| Nazionali            | Nazionali |
| Evento               | 1965      |
| -------------------- | --------- |
| Campionati sovietici | 1°        |